# Position (géographie)
Pour les articles homonymes, voir Position.

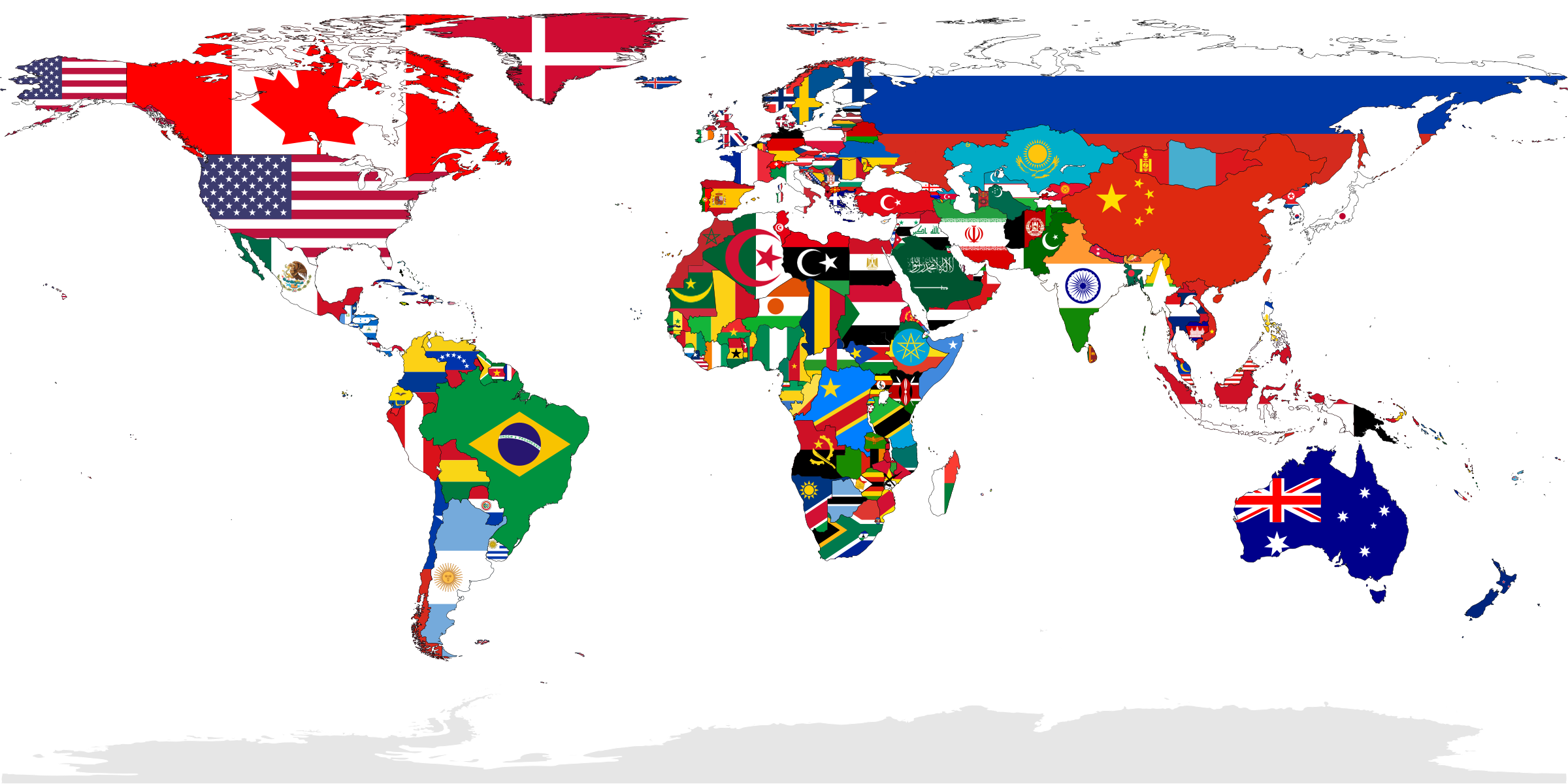
Carte du monde représentant les différents pays (localités) par drapeaux nationaux.

La position, en géographie est un point dans l'espace physique qu'occupe une chose à la surface de la Terre ou dans l'Univers.

## Types de position
- Une position relative est une position par rapport à une autre position.
- Une localité est une entité territoriale de taille indéterminée, généralement habitée, constituant un établissement humain.
- Une position absolue est désignée par la combinaison de la latitude et de la longitude (Coordonnées géographiques), une grille de coordonnées cartésiennes (ex. coordonnées sphériques), un système ellipsoïdal (ex. WGS 84) ou par d'autres méthodes connexes.